# Семнадцатый Толедский собор
Семнадцатый Толедский собор (лат. Concilium Toletanum XVII) собрался 9 ноября 694 года при вестготском короле Эгике. Это был третий собор при этом короле, и в первую очередь он был направлен, как и шестнадцатый, против евреев, к которым Эгика, по-видимому, питал глубокое недоверие и неприязнь.
Король открыл синод, заявив, что он слышал новости о евреях, свергающих своих христианских правителей за границей, и что иберийские евреи вступили в сговор со своими сородичами, чтобы раз и навсегда положить конец христианской вере. Поэтому собор постановил в своем восьмом каноне, что все евреи, кроме жителей Нарбонской Галлии, должны быть лишены своего имущества, которое должно было быть отдано рабам-христианам, а сами порабощены. Их рабовладельцы были выбраны королем и должны были быть обязаны по контракту никогда не допускать исповедания иудейской религии снова. Однако, по крайней мере, в некоторых частях Испании эти правила строго не соблюдались.
Совет пытался защитить жизнь королевы и детей Эгики после его смерти, зная о опасности, которая может постичь королевскую семью во время престолонаследия, и епископы приказали возносить молитвы за их души.
Протоколы совета остаются лучшим источником информации об этом периоде в истории Испании.

## Восемь канонов собора
1. В начале Собора все священнослужители (архиереи) постятся три дня в честь Святой Троицы и в это время без присутствия мирян беседуют о догматах веры и об исправлении нравы духовенства. После этого они переходят к другим вопросам.
2. В начале Великого поста, так как с этого времени крещений больше нет, кроме как в случае крайней необходимости, купель опечатывается архиерейским перстнем и так остается до вскрытия алтаря в Великий четверг.
3. Омовение ног в Великий четверг, которое в некоторых местах вышло из употребления, должно соблюдаться повсюду.
4. Святые сосуды и другие украшения Церкви не могут быть израсходованы клиром на себя, проданы и т. п.
5. Некоторые священники проводят мессы за умерших от имени живых, чтобы те вскоре умерли. Священник, совершивший это, и лицо, побудившее его к этому, должны быть низложены и преданы анафеме навеки и отлучены от церкви. Только на смертном одре им можно будет снова причащаться.
6. Весь год произноситься молебны за Церковь, за Короля и за народ, чтобы Бог простил их всех.
7. Обновлены старые законы по обеспечению безопасности королевской семьи.
8. Так как евреи добавили к другим своим преступлениям то, что они пытались поработить страну и народ, они должны быть сурово наказаны. Сделали они это после того, как (по виду) приняли крещение, которое они, однако, опять запятнали неверием. Они будут лишены своего имущества в пользу казны и навсегда будут обращены в рабов. Те, к кому царь отправляет их в качестве рабов, должны следить, чтобы они больше не практиковали иудейские обычаи, и их дети должны быть отделены от них, когда им исполнится семь лет, и впоследствии выданы замуж за христиан.